# Dimorphanthera intermedia
Dimorphanthera intermedia är en ljungväxtart som beskrevs av J. J. Smith. Dimorphanthera intermedia ingår i släktet Dimorphanthera och familjen ljungväxter. Inga underarter finns listade i Catalogue of Life.